# MausNet
Das MausNet (Münster Apple User Service) ist ein 1985 gegründetes deutschsprachiges nichtkommerzielles Mailbox-Netz.

## Geschichte
MAUS ist ein in Münster entstandenes Mailboxprogramm, welches von DFÜ-interessierten Apple-II-Benutzern konzipiert und entwickelt wurde. Die Idee entstand bei einem Treffen im Sommer 1984. Zu den Initiatoren gehörten Jörg Weichelt, Jörg Stattaus, Gereon Steffens, Kai Henningsen und andere.
Die erste MAUS-Logdatei stammt vom 30. April des Jahres, dieses Datum gilt allgemein als Geburtstag der MAUS. MAUS war zu dem Zeitpunkt die Abkürzung für Münster Apple User Service. Die Software der MAUS war in Turbo Pascal geschrieben und wurde auf einem Apple-II-kompatiblen Basis-108-Rechner betrieben. Die Software wurde später auf IBM-kompatible PCs portiert, nachdem der ursprüngliche Mailbox-Rechner nicht mehr funktionierte.
1987 entstanden MAUS-Mailboxen in München und Aachen. Die Boxen tauschten zwar zu dem Zeitpunkt schon Daten aus, waren aber noch nicht im eigentlichen Sinne vernetzt (z. B. fehlte ein dediziertes Routing und dergleichen). Die eigentliche Netzwerkfunktionalität, und damit die Geburt des MausNet, kam erst 1988 mit der Implementierung des MausNet-Formats hinzu.
Zu diesem Zeitpunkt wurde es auch notwendig, die einzelnen MAUS-Mailboxen logisch voneinander zu unterscheiden. Die Boxen erhielten als Namen das Kfz-Kennzeichen des Landkreises (z. B. „MAUS OF“); war mehr als eine Box im Landkreis, wurden diese fortlaufend nummeriert („MAUS OF2“). Eine Kuriosität bildete die „MAUS OTR“ – das Kürzel steht für „On The Road“ und bezeichnet eine mobile MAUS-Mailbox, die auf Messen und Veranstaltungen temporär zum Einsatz kommt, dennoch aber in den regulären Nachrichtenaustausch und Netzbetrieb eingebunden ist. Traditionell kam die „MAUS OTR“ zum Beispiel auf den Hobbytronic-Messen in Stuttgart und Dortmund zum Einsatz.
Bei der Adressierung orientierte man sich an der im Internet üblichen Domain-Adressierung („User@Adresse“), wobei es einige spezifische Besonderheiten gab (s. u.). Sehr früh wurden auch schon Gateways in das FidoNet, Z-Netz und Usenet betrieben. 1991 gehörte das MausNet zu den Mitbegründern des Individual Network e. V., einem Verein, der Privatpersonen bezahlbaren Zugang ins Internet zur Verfügung stellen sollte.
Auf dem Höhepunkt seiner Verbreitung zählte das MausNet ungefähr 120 Boxen in Deutschland, es gab zudem einige Mailboxen in Österreich und in der Schweiz. Wie alle Mailbox-Netze verlor aber auch das MausNet ab Mitte der 1990er zunehmend Benutzer an das Internet. Anfang 2011 existierten noch ca. 9 MAUS-Mailboxen in Deutschland. Eine dieser MAUS-Mailboxen ist auch per Telnet im Internet erreichbar.

## Software
Auf Mailbox-Seite gibt es nur zwei Programme, die zum Betrieb einer Box im MausNet eingesetzt werden: Die (ursprüngliche) MAUS-Software für PC-kompatible Rechner sowie die QUARK, die ursprünglich auf Atari-ST-Rechnern in GFA-BASIC geschrieben war. Die QUARK-Software wurde später in C neu geschrieben und läuft u. a. unter Linux.
Auf Client-Seite, im MAUS-Jargon Maustausch-Programm oder Frontend genannt, gibt es zahlreiche Programme für jeden Geschmack und für zahlreiche Betriebssysteme, z. B. Matiga (Amiga), Cat und Okami (Atari ST), Minnie (DOS), CrossPoint (DOS, Windows, Linux), Mausefalle (oft in Kombination mit Hans geht zur Post) (Mac), Jerry (OS/2), Mickey und Einstein (Windows) sowie O4X („Okami für X11“, Unix/Linux).
Bei der Entwicklung der MAUS-Software wurde besonderer Wert auf Benutzerfreundlichkeit gelegt. Dazu gehört auch die volle Unterstützung von Umlauten, die unter den verschiedensten gängigen Betriebssystemen korrekt dargestellt werden. Umlaute und Leerzeichen können sogar in Benutzernamen verwendet werden, z. B. „Harald Müller@HG“, wobei man diesen Benutzer aus Gründen der Kompatibilität auch als „Harald_Mueller@HG“ anschreiben kann.
Ein weiteres Feature, das im MausNet schon früh implementiert war, ist die durchgängige Kommentar- bzw. Nachrichtenverkettung, d. h. in Nachrichten (sowohl private als auch öffentliche), die als Antwort verschickt werden, wird automatisch eine Referenz auf die beantwortete Nachricht eingefügt. Die MAUS-Software ist somit immer in der Lage, eine Nachricht in ihrem Zusammenhang mit anderen Nachrichten als Thread darzustellen. Selbst „moderne“ kommerzielle Online-Foren bieten heute nicht immer diese Funktionalität.

## Besonderheiten des MausNet
Besondere Popularität erlangte das MausNet Anfang der 1990er in der Atari-Szene. Fast alle Atari-Benutzer, die in der deutschen Atari-Szene Rang und Namen hatten, waren in MausNet vertreten. Die Support-Mailbox von ATARI Deutschland wurde auch mit der MAUS-Software betrieben (MAUS MTK in Schwalbach am Taunus).
Auf Grund der großen Popularität wurde der Name MausNet dann am 18. August 1994 beim Deutschen Patent- und Markenamt im Markenregister als Wortmarke eingetragen.
Im MausNet herrscht Realnamen-Pflicht. Pseudonyme, wie sie in Onlineforen meist anzufinden sind, sind dort absolut unerwünscht.
Die Laufzeit einer privaten oder öffentlichen Nachricht im MausNet betrug stets nur wenige Stunden, spätestens am nächsten Tag war sie zugestellt. Für ein auf Wählleitungen basierendes privates Mailboxnetz ist dies ein respektabler Wert. Zum Vergleich: Mitte der 1990er waren Netmails (Private Nachrichten im Fido) nicht selten mehrere Tage unterwegs.
Im MausNet gilt das PM-Manifest, das die Vertraulichkeit privater Mitteilungen (PMs) sicherstellen soll. Ein MAUS-Sysop hat keine direkte Möglichkeit, mit der Mailbox-Software an die Mails im persönlichen Postfach eines MAUS-Users zu gelangen.
Seit der Gründung des Individual Network e. V. sind alle MAUS-Mailboxen auch per Internet-E-Mail zu erreichen. Die Domain des MausNet ist „maus.de“, einen MAUS-User erreicht man durch das anfügen dieser Domain an seine MAUS-Adresse, also z. B. „vorname_nachname@hg.maus.de“. Ein Teil der Mausgruppen werden auch ins Usenet exportiert, sie werden dort unter der Hierarchie maus.* geführt.